# Чуртанское сельское поселение
Чуртанское се́льское поселе́ние — муниципальное образование в Викуловском районе Тюменской области Российской Федерации.
Административный центр — село Чуртан.

## История
Статус и границы сельского поселения установлены Законом Тюменской области от 5 ноября 2004 года № 263 «Об установлении границ муниципальных образований Тюменской области и наделении их статусом муниципального района, городского округа и сельского поселения».

## Население
| 2010 | 2011 | 2012 | 2013 | 2014 | 2015 | 2016 |
| ---- | ---- | ---- | ---- | ---- | ---- | ---- |
| 857  | ↘856 | ↘848 | ↘838 | ↗845 | ↘827 | ↗829 |
| 2017 | 2018 | 2019 | 2020 | 2021 |      |      |
| ↘823 | ↗827 | ↘820 | ↗824 | ↘814 |      |      |

## Состав сельского поселения
| № | Населённый пункт | Тип населённого пункта       | Население |
| - | ---------------- | ---------------------------- | --------- |
| 1 | Доставалово      | село                         | 188       |
| 2 | Малахово         | село                         | 157       |
| 3 | Чуртан           | село, административный центр | 512       |